# Edgar Mendi
Edgar Mendi (Montevidéu, 15 de junho de 1965) é um ator uruguaio.
Foi um dos atores do fime Plata quemada (2000), onde teve uma atuação que, apesar de curta, chamou muito a atenção e lhe valeu alguns comerciais e participação em programas de TV a cabo no Brasil e no Uruguai.
Em 1975 mudou-se com sua família para Porto Alegre. Já desde pequeno despontava nas apresetnações da escola onde estudava, tendo feito 100 noites tapuias e Saltimbancos.
Em Passo Fundo, em 1980, produziu, criou figurino, dirigiu e interpretou junto a outros cinco colegas da 8ª série, a peça de caráter ecológico A Batalha dos Pinguins, que lhe valeu seu primeiro prêmio e a apresentações fora do município a pedido de prefeituras.
Entre 1986 e 1988 foi convidado a colaborar com o Projeto Mauarte, um dos pricipais desafios de sua carreira, pois tinha como tarefa dirigir mais de 60 jovens que, divididos em diferentes trabalhos, tinham como meta realizar uma peça teatral, ensaiá-la, produzí-la e apresentá-la em apenas dois meses, e com apresentações abertas ao público. Sucesso de crítica, eles levaram aos palcos as peças Caixa de Pandora, O cabaré de Maria Elefanta e Um Deus dormiu lá em casa.
Modelo fotográfico e manequim, trabalhou para as grifes do Grupo Hering.
Em 1995 ele retornou ao Uruguai, onde conquistou o prêmio do "Concurso de Comunicadores do Canal 10" pelos 40 anos do canal uruguaio, prêmio que lhe rendeu um contrato de um ano. Nele desenvolveu o espaço Lo Hace o No, do programa Sote, que ia diariamente ar de segundas a sextas-feiras.
Concomitantemente, trabalhou para a produtora Gaviota Producciones como produtor e apresentador dos programas Mundo Kanino e Kontaktos, no canal Prisma Visión, TV a cabo nacional.
Desenvolveu os programas Recontrainsólito e Visión Imposible, junto aos herdeiros do famosos comediante uruguaio Enrique Almada, Fabián e Sebastián (este último comediante do consagrado programa argentino Show de VideoMatch, de Marcello Tinelli, vencedor de muitos Martin Fierro - Oscar da TV argentina).
Entre 1996 e 2001 realizou 48 comerciais para diversos países sul-americanos e quatro filmes:
El transatlántico, Una forma de bailar, Asesinato a distancia e Plata quemada.
De volta ao Brasil, foi convidado pela Liberartes Produções a participar do programa Ser ou não Ser, no canal 20 da NET (TV a cabo), no espaço Eddy Porto Alegre. Graças a este quadro, ele passou a ser conhecido no âmbito cultural e noturno de Porto Alegre com este apelido. Participou também da telenovela gaúcha Inveja e Luxúria.